# The Carl Lewis Challenge
The Carl Lewis Challenge is een videospel voor de platforms Commodore Amiga. Het spel werd uitgebracht in 1992. 